# Liebesdurst

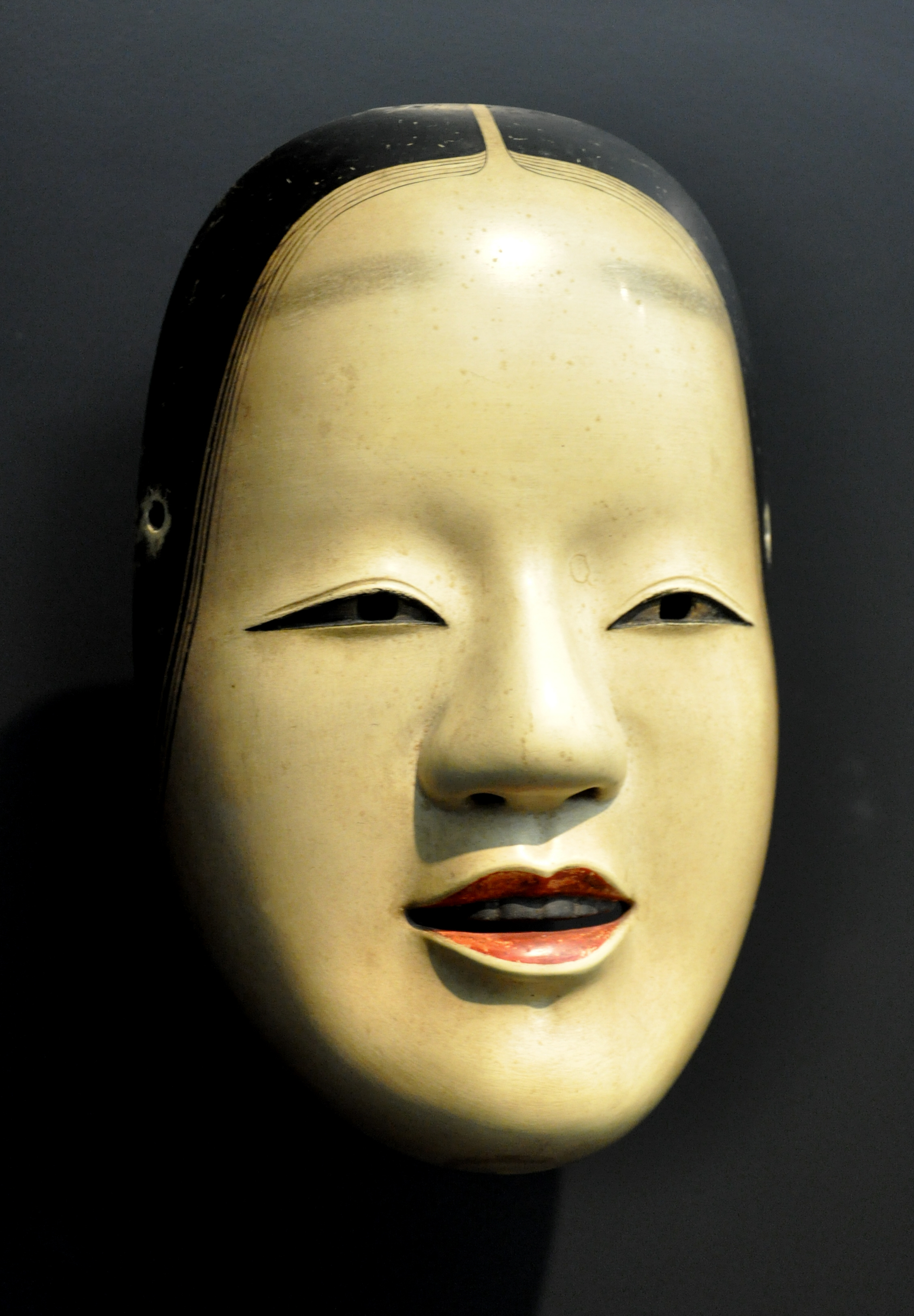
Die Nō-Maske ziert das Titelbild der 2020 erschienenen Neuübersetzung von Liebesdurst.

Liebesdurst (japanisch 愛の渇き, Ai no Kawaki) ist ein am 30. Juni 1950 veröffentlichter Liebesroman des japanischen Schriftstellers Yukio Mishima.
Liebesdurst ist Mishimas dritter langer Roman und direkter Nachfolger seines internationalen Durchbruchs Bekenntnisse einer Maske (1949). Wie auch in seinem Vorgänger behandelt der Autor zentrale, tabuisierte Themen über Obsessionen, Zwänge, Sexualität und innere Tumulte, wechselt die Perspektive aber bewusst von einem männlichen Ich-Erzähler zu einer weiblichen Protagonistin in der 3. Person.
Der Roman handelt von Etsuko, einer depressiven Frau, die nach dem Tode ihres Ehemannes zu ihrem Schwiegervater aufs Land zieht und auf sein Andrängen mit ihm eine sexuelle Beziehung eingeht. Dort verliebt sie sich in den jungen Hausgärtner Saburo, der ihren Avancen aber ablehnend gegenübersteht. Als herauskommt, dass Saburo nicht bloß eine Affäre mit dem Dienstmädchen Miyo hat, sondern diese sogar von ihm schwanger ist, entwickelt Etsuko eine krankhafte Eifersucht und versucht mit allen Mitteln die Liebenden voneinander zu trennen. Bei der tragischen Klimax der Erzählung nehmen Etsukos Obsessionen derart krankhafte Züge an, dass sie in einem Wahn von Eifersucht Saburo tötet.
Liebesdurst war zu seinem Erscheinen kritisch und kommerziell ein großer Erfolg und festigte Mishimas Ruf als Nachwuchstalent, nachdem lokale Kritiker ihm ein Schicksal als Eintagsfliege prognostizierten. Der US-amerikanische Japanologe Donald Keene bezeichnete den Roman in einer Rezension 1971 als „jugendlich-naives Werk Mishimas, aber eines seiner Besten.“
Die deutsche Erstübersetzung erschien 2000 beim Insel Verlag. Eine Neuübersetzung erschien 2020 im Iudicium Verlag.

## Handlung

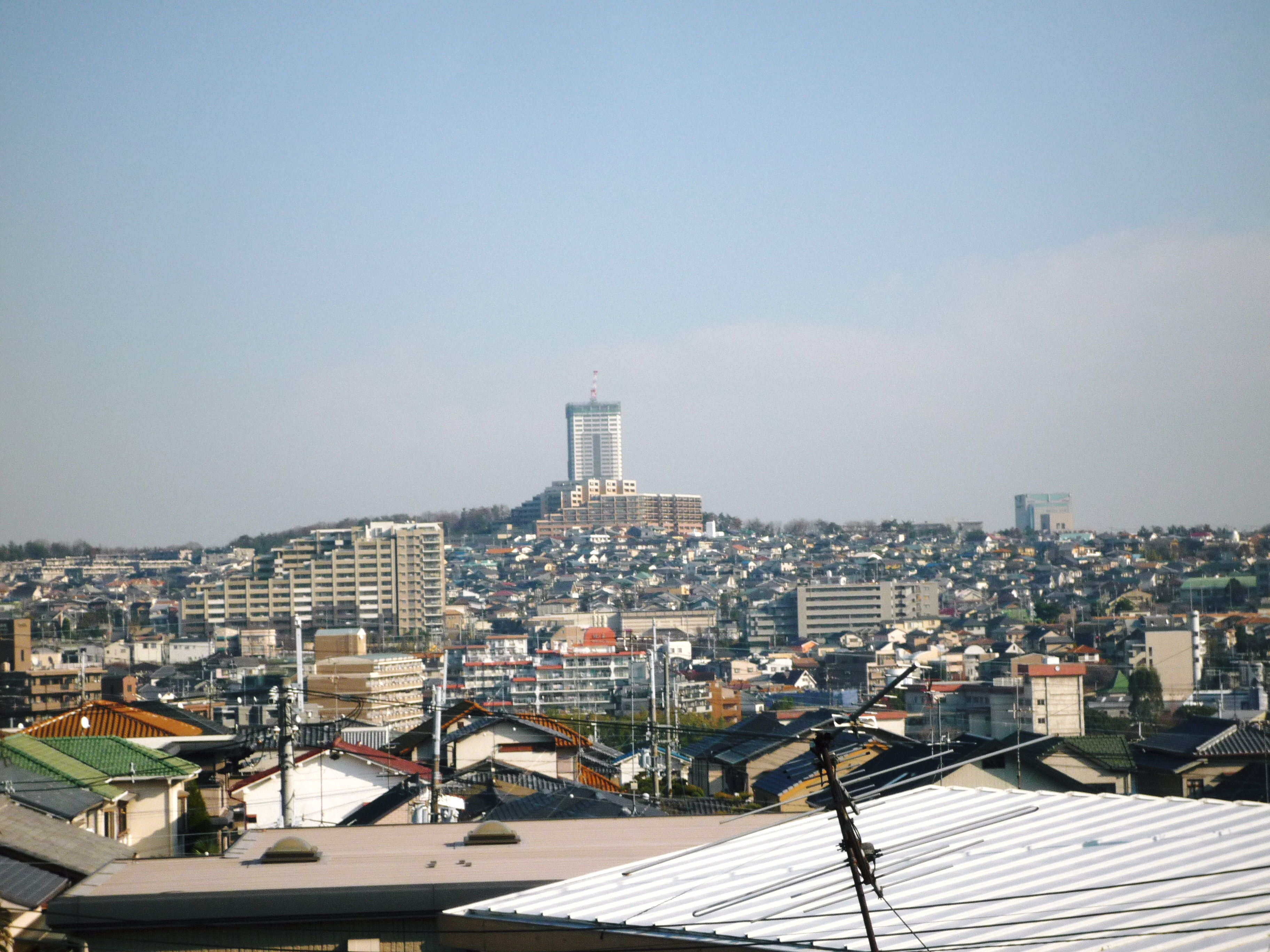
Die Stadt Toyonaka, in der der größte Teil des Romans stattfindet.

### Einleitung
Die verwitwete Etsuko, Protagonistin des Buches, besucht ein Kaufhaus in Umeda, Osaka, um eine Pomelo für den buddhistischen Altar ihres verstorbenen Mannes Ryosuke zu besorgen. Als diese nicht vorrätig ist, fühlt sie sich durch ihre Antriebslosigkeit nicht in der Lage, weitere Kaufhäuser aufzusuchen und geht stattdessen nach Hause, um ihr Leben aufzuschreiben.

### Unglückliche Ehe und Tod des Ehemannes
Etsuko war eine hübsche, aber schwer depressiv erkrankte Hausfrau, die mit dem wohlhabenden Firmenleiter Ryosuke verheiratet war. Die Ehe der beiden bröckelt wegen Etsukos Anhänglichkeit und Ryosukes zunehmenden Desinteresses an seiner Ehefrau. Als Ryosuke eine Affäre mit seiner jungen Sekretärin anfängt, wird Etsuko von ihrer Eifersucht zerfressen und unternimmt einen erfolglosen Suizidversuch.
Ihre Gemütslage scheint sich zu bessern, als Ryosuke an Typhus erkrankt. Seine Geliebte weigert sich, ihn zu besuchen und Etsuko, die seine Pflege übernimmt, hat ihren Ehemann ganz für sich. Der Moment ist aber nicht von Dauer und Ryosuke verstirbt.

### Einzug in die Villa des Schwiegervaters
Die tragische Nachricht veranlasst Ryosukes Vater Yakichi Sugimoto, Etsuko ein Schreiben zu schicken, in dem er ihr anbietet, mit ihm in seiner neu gekauften Villa in Toyonaka zu leben. Aus Angst vor Vereinsamung nimmt Etsuko das Angebot an. Auch Yakichis Forderung, mit ihm eine sexuelle Beziehung einzugehen, stimmt Etsuko zu, obwohl sie sich nicht zu ihm hingezogen fühlt. Etsukos Verwandte überlegen zwar, zu intervenieren, entscheiden sich aber dagegen, da diese trotz ihrer fragwürdigen Motive nach außen einen glücklichen Eindruck macht.
Durch ihre morgendlichen Joggingrunden lernt Etsuko den Hausgärtner Saburo besser kennen und verliebt sich in ihn. Obwohl dieser kein Interesse an Etsuko zeigt, wird sie sobald süchtig nach seiner Aufmerksamkeit und kauft ihm in Folge mehrere teure Geschenke, für die er aber keine Verwendung zu haben scheint. Als sie eines ihrer Geschenke, ein Paar gestreifter Herrensocken, im Abfalleimer findet, stellt sie die Hausangestellten zur Rede und erfährt, dass das Hausmädchen Miyo diese aus Eifersucht weggeworfen hat, da sie zu Saburo eine Affäre erhält.

### Kumulation der Eifersucht

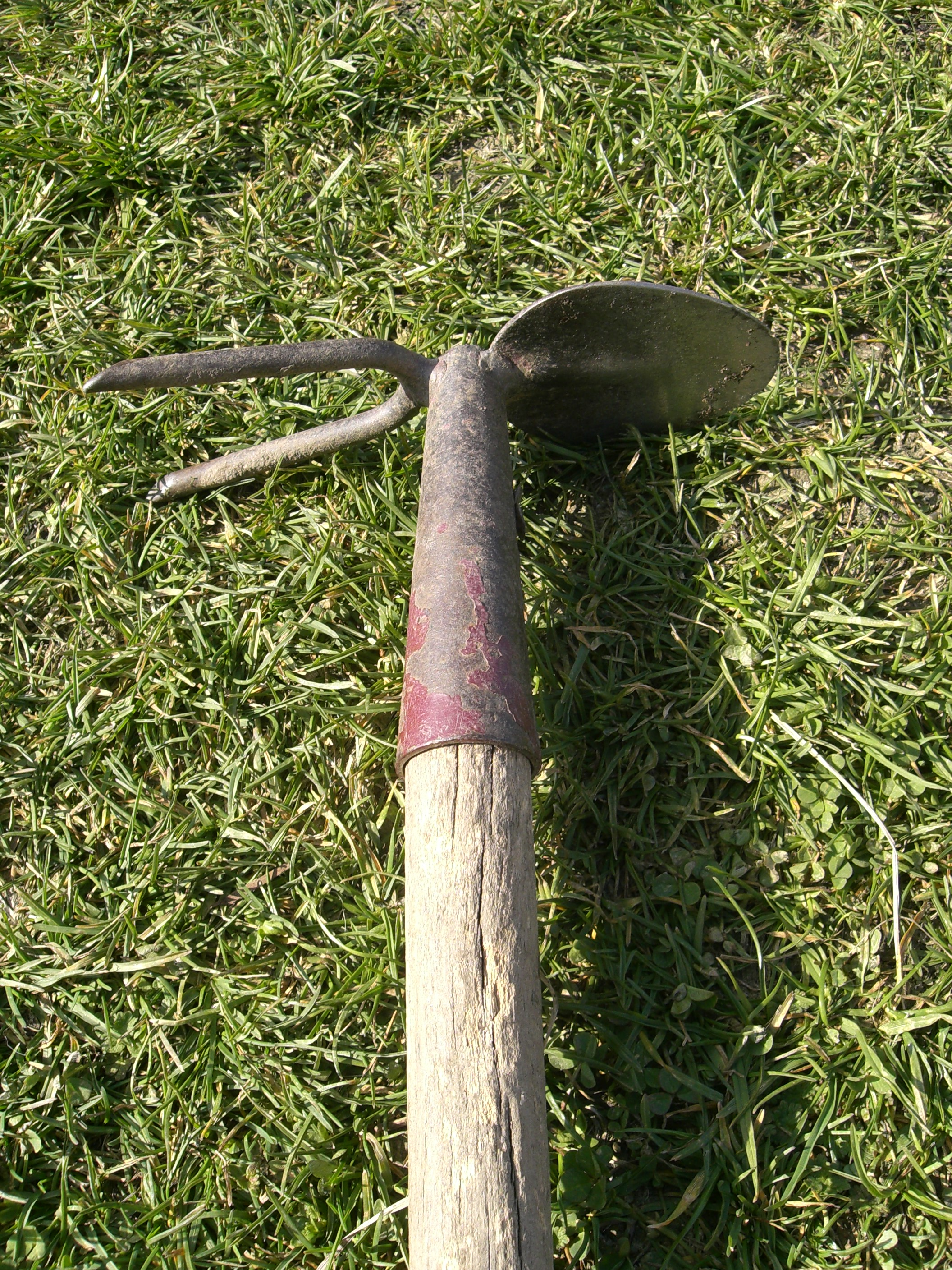
Mit der Gartenhacke Yakichis tötet Etsuko Saburo durch mehrere feste Schläge auf den Kopf.

Etsukos Eifersucht scheint überhandzunehmen, als Miyo von Saburo schwanger wird. Als Etsuko ihn konfrontiert und fragt, ob er Miyo liebe, scheint dieser überfordert mit der Frage und antwortet, er möge Miyo zwar gerne, wisse aber nicht, ob er bereits von Liebe sprechen könne. Ihre Chance witternd, das Liebespaar auseinanderzubringen, redet Etsuko Saburo ein, er müsse Miyo heiraten, wenn diese sein Kind austrägt. Zu ihrer Überraschung scheint diese Aufforderung für ihn aber keine große Sache zu sein und er fährt direkt am nächsten Morgen zu seinen Eltern nach Tenri, um ihnen von seiner anstehenden Hochzeit zu erzählen. Etsuko leidet stark unter der anstehenden Hochzeit der beiden, die sie selbst verursacht hat, und entwickelt psychotische Züge.
In der Zwischenzeit entscheidet sich Yakichi, sein Leben im Ruhestand zu beenden und nach Tokio zurückzukehren, um dort sein Seehandelsgewerbe wieder aufzunehmen. Etsuko bittet ihn, nachzukommen, da sie sich um Miyo kümmern wolle, während Saburo in Tenri ist. Yakichi stimmt dem zu und reist ab, aber anstatt sich um Miyo zu sorgen, wirft Etsuko diese aus dem Haus. Als Saburo zurückkommt und von Miyos Abwesenheit erfährt, scheint er unbeeindruckt und arbeitet stumm weiter, ohne sich nach ihr zu erkundigen.

### Tötung Saburos
Verwirrt über Saburos Gelassenheit, bittet Etsuko Saburo sie am Vorabend der Abreise nach Tokio am Weinberg zu treffen. Sie entschuldigt sich bei ihm dafür, Miyo weggeschickt zu haben, und gesteht ihm seine Liebe. Saburo wirkt sichtlich verängstigt von Etsukos Wahn und gesteht auch ihr halbherzig seine Liebe, was Etsuko aber als Unehrlichkeit auffasst.
Als sie versucht ihn zu küssen, rennt Saburo weg und Etsuko ihm flehend hinterher. Yakichi, der vor seiner endgültigen Abreise noch seine letzten Wertgegenstände abholen will, kommt beiden mit einer Hacke in der Hand entgegen, sichtlich verwundert über die Situation. In einer detailliert beschriebenen Szene nimmt Etsuko plötzlich die Hacke aus seiner Hand und schlägt sie Saburo mehrfach mit voller Kraft auf den Kopf, sodass dieser auf der Stelle stirbt. Auf Yakichis Nachfrage, weshalb sie ihn getötet hat, antwortet Etsuko: „Weil ich gelitten habe.“

## Themen
Der Roman befasst sich mit vielen Mishima-nahen Themen, wie unerwiderter Zuneigung und dem Wunsch, dem Objekt, nach dem man sich sehnt, Schmerz zuzufügen bzw. wie in Der Tempelbrand Schönheit zu zerstören, bevor sie das Selbst korrumpiert. Andere Kritiker verwiesen auf ein Muster von narzisstisch geprägten Rachefeldzügen aufgrund pre-ödipaler Komplexe. Besondere Beachtung und Hingabe bekam das Buch für seine komplexe Darstellung psychischer Erkrankungen und deren tabuisierten Umganges im Japan der Nachkriegszeit. Als solches war es auch vermehrt Objekt psychologischer Analysen und Aufsätze.
Andere Literaten sahen vor allem den Klassenkonflikt zwischen dem wohlhabenden Patriarchen Yakichi und seinen Bediensteten als Anknüpfungspunkt sorgfältiger Analysen. Vor allem Etsuko, die als Frau hohen Standes Liebe für den einfachen Gärtner Saburo entwickelt, wurde öfter inspiziert.
Auch die morbide Faszination mit dem Tod spielt in Liebesdurst wieder eine zentrale Rolle. Ersichtlich wird dies unter anderem in der Krankenhausszene:

„Würde ich das Beatmungsgerät jetzt ausstecken, keiner würde es merken. Niemand war da, um es zu sehen. Trotzdem konnte ich es nicht. Bis zum Sonnenuntergang saß ich mit dem Beatmungsgerät in meiner Hand. Welche Kräfte haben mich zurückgehalten? Liebe? Niemals. Meine Liebe hätte ihn gerne Tod gesehen. Logik? Auch nicht. Für die Logik reichte es zu wissen, dass keiner zusah. Feigheit? Auf keinen Fall. Ich hatte nicht einmal Angst an seinem Typhus zu erkranken! Ich weiß nicht, welche Kräfte es waren.“

## Figuren

### Hauptfiguren
- Etsuko – Etsuko ist eine verwitwete Frau mittleren Alters und Protagonistin des Buches. Sie ist psychisch erkrankt (unter anderem leidet sie an Depressionen, Bindungsstörungen und Psychosen), macht nach außen hin aber zunächst einen gefestigten und friedfertigen Eindruck. Sie wird beschrieben als hübsche Frau mit dünnen Lippen und klarer Haut, die gelegentlich aber durch ihre abrupten Augenbewegungen wie eine Irre wirkt.
Ihre Eltern starben beide früh, sodass sie ihren Ausweg in ihrer ersten großen Liebe, Ryusuke Sugimoto, suchte und ihn auch heiratete. Bedingt durch ihre Erkrankung und steigernde Anhänglichkeit, wird er ihr gegenüber aber zunehmend desinteressierter und beginnt später eine Affäre mit seiner Sekretärin, wodurch Etsuko in eine tiefe Depression stürzt und einen Suizidversuch unternimmt. Als er an Typhus stirbt, zieht Etsuko zu seinem Vater Yakichi und beginnt mit diesem eine sexuelle Beziehung. Zeitgleich verliebt sie sich in den Gärtner Saburo. Nachdem dieser ihre Zuneigung nicht teilt und sogar das Hausmädchen Miyo gedenkt zu heiraten, kumuliert Etsukos Verzweiflung in der Tötung Saburos.
Mishima macht dem Leser früh deutlich, dass Etsuko schon von früh an von ihrem jungschen Schatten geplagt ist, diesen aber vorläufig verdrängen kann.[1] Erst als ihre Erfahrungen mit ihrem Ehemann, Yakichi und Saburo ihren Höhepunkt erreichen, wird sie von ihren inneren Zwängen korrumpiert und legt ihre versteckten Obsessionen offen.[1]
- Yakichi Sugimoto – Yakichi ist ein 60-jähriger Mann und Vater Etsukos verstorbenen Ehemannes Ryosuke. Er wurde als Sohn eines Bauern in einem Vorort von Tokio geboren, erlangte dort aber einen Universitätsabschluss und wurde Geschäftsführer eines Schiffshandelsunternehmens in Osaka. Mit seiner an einer Lungenentzündung verstorbenen Frau zeugte er drei Söhne und kaufte ihr ein großes Anwesen, in welchem sie jedoch nur kurzzeitig noch leben konnte. Nachdem er 1938 in den Ruhestand ging und kurz darauf von dem Tod seines zweiten Sohnes erfuhr, fasste er den Entschluss, Etsuko auf sein Anwesen einzuladen. Zwar verliebte er sich eigenen Aussagen nicht in sie, fand sie jedoch attraktiv und überredete sie deshalb zu einem sexuellen Verhältnis, auf das sie sich ohne große Widerworte einließ.
Auch wenn Yakichi keine romantischen Gefühle für Etsuko hegt, wird seine Wertschätzung ihr gegenüber doch früh klar. So behandelt er sie besser als alle anderen Anwohner der Villa und sucht auch aus dem Obst- und Gemüsekorb die beste Ware gezielt für sie aus, bevor er den Rest austeilt. Der Koch des Hauses beschreibt Miyo gegenüber die Dynamik zwischen Yakichi und Etsuko als „wie bei einem alten Ehepaar“.
- Saburo – Saburo ist 18 Jahre alt und wurde in der Präfektur Hiroshima geboren, bevor ihn Yakichi als Hausgärtner eingestellt hat. Er wird beschrieben als muskulös, gebräunt, mit rauchiger Stimme und einem schönen Gesicht und ist Objekt der Begierde für den Koch, das Hausmädchen Miyo und auch Etsuko. Da seine Eltern und sein Bruder im Kriege fielen, war Saburo bereits früh selbstständig. Gleichzeitig wird er als leicht naiv beschrieben: So nimmt er weder die Zuneigung Etsukos noch die Miyos und des Kochs wahr und auch nachdem er mit Miyo eine Affäre beginnt, betrachtet er diese lediglich als sexuelle anstatt romantische Verbindung.
Die erste echte Gefühlsregung zeigt Saburo am Ende des Romans, als er Etsuko trifft und sich nach ihrem wahnhaften Liebesgeständnis vor ihren weiteren Taten fürchtet. In diesem Zuge gesteht er ihr unaufrichtigerweise seine Liebe zurück, was Etsuko jedoch bemerkt und was ihn das Leben kostet.
- Miyo – Das Hausmädchen Miyo wurde in jungen Jahren von der Familie Sugimoto aufgenommen und war bis zu ihrem Tod eng mit Yakichis Ehefrau befreundet. Durch ihre großen Augen und karminroten Lippen sieht sie aus wie eine Puppe und ist dadurch sehr begehrt. Sie selbst ist an den wenigsten Avancen ehrlich interessiert und empfindet das erste Mal Interesse an einem Mann, als sie Saburo kennenlernt und sich in ihn verliebt. Obwohl sie mit ihm eine Affäre beginnt, bemerkt sie sein romantisches Desinteresse und wird eifersüchtig. Mit Etsuko hat sie ein angespanntes Verhältnis, das endet, als sie von dieser aus dem Haus geschmissen und zurück zu ihren Eltern aufs Land geschickt wird.

### Nebenfiguren
- Ryosuke Sugimoto – Ryosuke ist Etsukos verstorbener Ehemann und das zweite Kind Yakichis. Er heiratete mit Etsuko seine Jugendliebe, war jedoch von ihrer traurigen und anhänglichen Art schnell genervt und stürzte sich schnell in Affären. Im November 1948 erlag er seiner Typhuserkrankung, nachdem Etsuko ihn die Monate zuvor gepflegt hatte.
- Kensuke Sugimoto – Kensuke ist mit 38 Jahren Yakichis ältester Sohn und lethargischer Dilettant. Er kann Griechisch lesen, ist mit Latein vertraut und verfügt über reichhaltiges literarisches Wissen, beschäftigt sich aber mit keinen der Themen wirklich intensiv genug, um eine Karriere zu starten. Wegen seiner Asthma-Erkrankung entkam er der Wehrpflicht. Er ist mit Chieko verheiratet und lebt mit ihr im 2. Stock der Villa.
- Chieko – Chieko ist Kensukes 37-jährige Frau und Literaturliebhaberin. Sie lernte ihren Ehemann auf einem Jugendtreff kennen, bei dem sie sich Gedichte von Charles Baudelaire vorlasen. Etsuko beschreibt sie als aufgesetzt freundlich, hinterrücks verbreitet sie aber alle möglichen Gerüchte.
- Asago – Asago ist die Ehefrau von Yusuke, dem dritten Sohn Yakichis, mit dem sie zwei Kinder hat. Yusuke wurde in Sibirien im Kriegsgefangenenlager inhaftiert, wodurch sich Asago im Frühjahr 1948 veranlasst sah, in Yakichis Haus zu ziehen. Asago wird als freundliche, aber hässliche Frau beschrieben, die weder kochen noch nähen kann und deshalb mit dem Patriarchen des Hauses, Yakichi, laufend aneinandergerät.
- Nobuko und Natsuo – Nobuko ist die eigenartige achtjährige Tochter von Asago und Yusuke. Ihre Freizeit verbringt sie meist alleine im Garten, indem sie Ameisen sammelt und mit heißem verbrennt. Ihr Markenzeichen ist ihre knallgelbe Regenjacke. Natsuo ist ihr fünfjähriger Bruder.
- Ryosukes Geliebte – Ryosukes namenlose Geliebte ist zwischen 20 und 25 Jahre alt, arbeitete früher als Model und war zuletzt als Sekretärin in Ryosukes Firma tätig. Sie ist dunkelhäutig, hat schöne weiße Zähne und ist trotz ihrer fehlenden Schulausbildung bemerkenswert belesen. Ihre Gefühle zu ihrem Vorgesetzten sind nicht ganz klar, jedoch lässt sie ihn allein und kündigt ihren Beruf, als er wegen seiner Typhus-Erkrankung ins Krankenhaus eingeliefert wird.

## Hintergrund

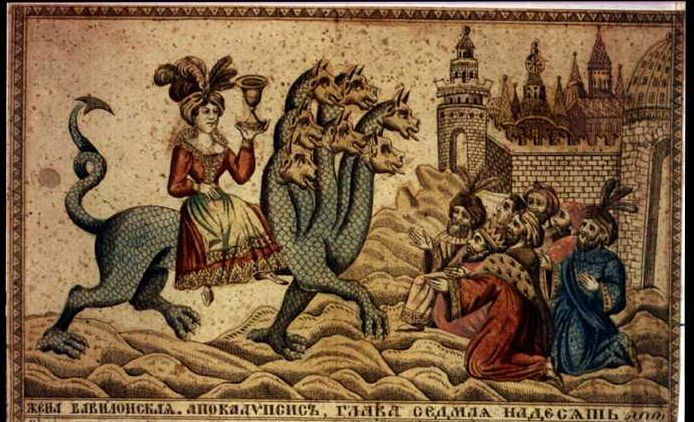
Die Hure Babylon reitet die siebenköpfige Bestie

Mishima wurde zu der Geschichte durch seine Tante inspiriert, die als Hausmädchen für die Familie Emura arbeitete. Diese kaufte ein Anwesen in Toyonaka, einem Vorort von Osaka, beschäftigte dort mehrere Angestellte und gab Mishima im Sommer 1949 ein Interview, um die Dynamik des Hauses zu beschreiben. Als die verwitwete Hausdame von einem „jungen schönen Gärtner“ erzählte, der auf der Farm beschäftigt war, kam Mishima die Idee für Saburo und Etsuko. Diese arbeitete er in Folge aus, um seinen Wunsch – ein Pendant zu seinem Debütroman aus Sicht einer Frau zu schaffen – zu verwirklichen. Die Idee den Roman mehr nach dem Thema Liebe auszurichten, bekam Mishima durch François Mauriac, seinem damaligen Lieblingsautor.
Insgesamt hielt sich Mishima über zwei Wochen auf dem Anwesen auf und nahm dort an mehreren Feiern und Bräuchen – darunter dem Harada-Schrein-Festival – teil. Die meisten seiner gesammelten Erfahrungen übernahm er für Liebesdurst.
Ursprünglich sollte Liebesdurst als Scharlachrotes Tier veröffentlicht werden, eine Referenz auf „Die Hure Babylon und das Tier“ aus der Offenbarung des Johannes, Kapitel 17. Auf Wunsch des Verlages wurde das Buch in Liebesdurst umbenannt. Dies geschah zum Missfallen Mishimas, der im Anschluss an Liebesdurst zwei Kurzromane mit den Namen Reine weiße Nacht und Blaue Ära schreiben wollte, die in einer Trikolore die Farbe Lila ergeben: eine prägnante Farbe des großen Nachfolge-Romans Verbotene Farben.
Anders als Bekenntnisse einer Maske wird Liebesdurst nicht als halbautobiografisches Werk aufgenommen, was wohl auch daran liegt, dass Mishima in der 3. Person die Geschichte einer Frau schildert. Parallelen zu seinem eigenen Leben sind dennoch vorhanden: unter anderem starb auch seine eigene Schwester 1945 an Typhus, ein für Mishima einprägendes Ereignis, das in dem Typhustod Ryosukes verarbeitet wurde.

## Erklärung des Titels
Der deutsche Titel Liebesdurst ist eine Direktübersetzung des japanischen Originaltitels Ai no Kawaki. Das Wort „Kawaki“ bedeutet zwar wortwörtlich übersetzt „Durst“ und beschreibt damit Etsukos Sehnsucht nach Anerkennung und Liebe, wird in der japanischen Sprache aber auch mit starker Dürre in Verbundenheit gebracht.

## Adaptionen
Trotz des abschreckenden Themas wurde der Film mehrfach adaptiert.
Die populärste Realverfilmung erfolgte 1967 durch Koreyoshi Kurahara. Der Romantitel wurde beibehalten. Die Rolle der Etsuko spielte Ruriko Asaoka. Mishima lobte die Verfilmung als „ausgezeichnete Filmarbeit“ und beschrieb Asaokas Leistung als „bezaubernd“.
Liebesdurst wurde innerhalb Japans ein großer Erfolg, unter anderem wurde Drehbuchautor Toshiya Fujita – Regisseur von Lady Snowblood – mit einem Preis des Japanischen Drehbuchautorenverbandes ausgezeichnet. In dem renommiertesten japanischen Filmmagazin Kinema Junpo belegte der Film in der Jahresendliste Platz 7 mit 79/100 Gesamtpunkten.

## Ausgaben
- Liebesdurst, übersetzt von Josef Bohaczek, Insel Verlag, Frankfurt 2000, ISBN 3-458-17010-3
- Liebesdurst, neu übersetzt von Josef Bohaczek, Iudicium Verlag, München 2020, ISBN 978-3-86205-666-8